# Teresa Parodi (Sängerin, 1947)

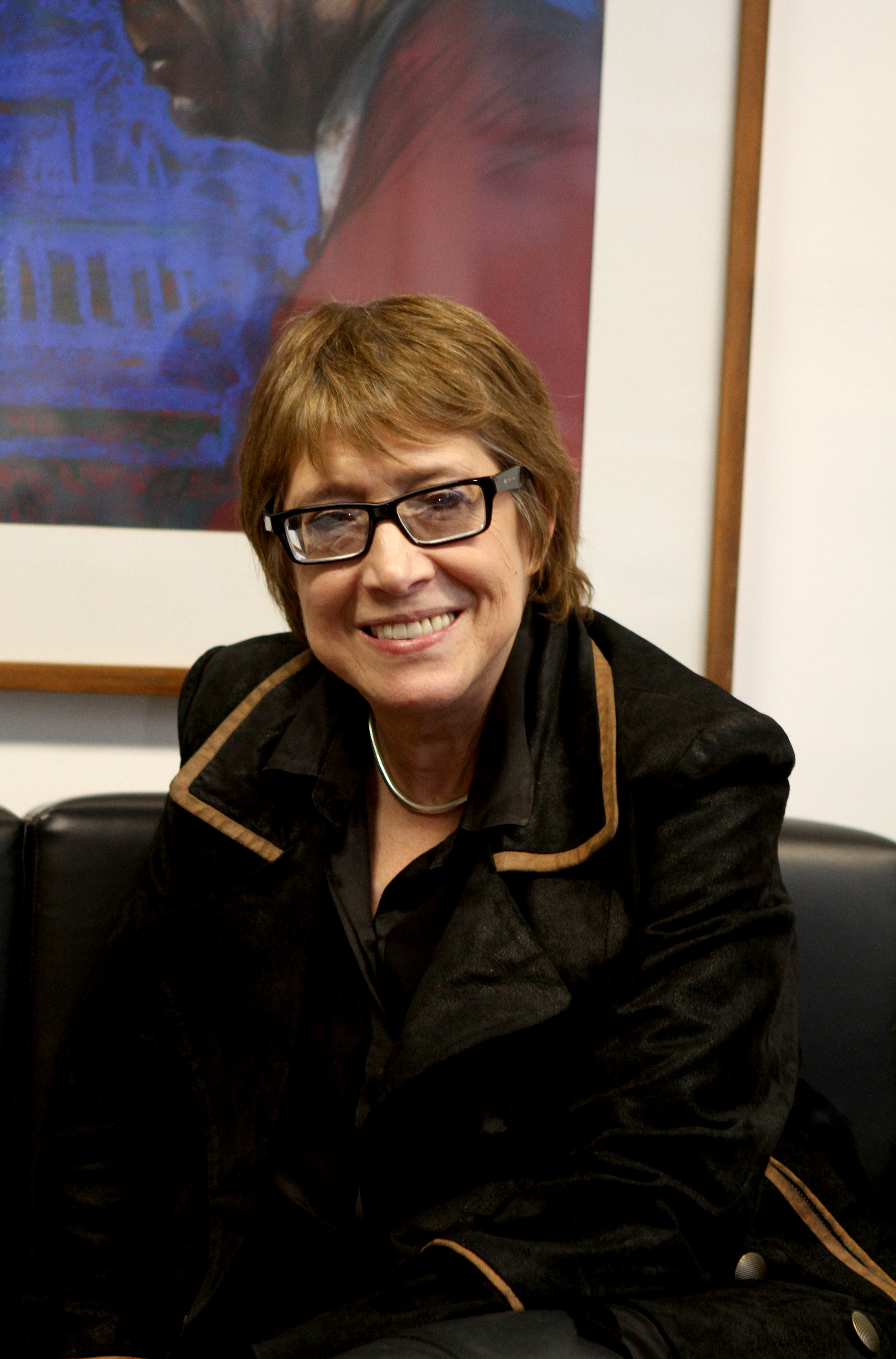
Teresa Parodi (2014)

Teresa Parodi (Teresa Adelina Sellares, * 30. Dezember 1947 in Corrientes) ist eine argentinische Cantautora und Komponistin.
Parodi hatte ab dem neunten Lebensjahr Gesangs- und Gitarrenunterricht bei Blás Benjamín de la Vega. 1979 unternahm sie als Gast des Quartetts von Astor Piazzolla eine Tournee durch Argentinien. Im Folgejahr erschien ihr Debütalbum Teresa Parodi desde Corrientes. Auf ihrem zweiten Album Canto a los hombres del pan duro 1983 sang sie Lieder nach Texten von Jorge Calvetti, Manuel J. Castilla, Jorge Luis Borges, Leopoldo Marechal, Francisco Madariaga und anderen.
Im Jahr 1984 nahm sie erstmals am Festival Nacional de Folclore in Cosquín teil und brachte das Album El purhajhei de Teresa Parodi heraus, mit dem sie die goldene, die Platin- und die Doppelplatinschallplatte gewann. Ihre nächsten zwei Alben stellte Parodi bei Konzerten im Luna Park vor. 1988 nahm sie mit Antonio Tarragó Ros Letra y música auf. Sie unternahm eine Konzertreise durch die USA und nahm an Mercedes Sosas Show Sin Fronteras teil.
Es folgten Konzerte in Europa, Kuba und Mexiko. 1991 nahm Parodi am 11. Festival der lateinamerikanischen Musik in Utrecht teil und spielte ein Album mit Roy Brown und Luis E. Mejía Godoy ein. Ihr Album Con el alma en vilo (1994) wurde von der Asociación de Cronistas del Espectáculo als Album des Jahres in der Kategorie weibliche Solistin ausgezeichnet. 1995 trat sie sieben Monate lang erfolgreich in dem Ein-Personen-Stück Como dicho al pasar auf, im Herbst des Jahres erhielt sie den Premio Conex in Platin als beste Cantautora des Jahrzehnts. Die Comisión Nacional de Folklore verlieh ihr 1999 für ihr Lebenswerk den Camín de oro. 2000 unternahm Parodi mit Víctor Heredia, León Gieco, Julia Zenko und Alejandro Lerner eine Konzertreise nach Israel. Für ihr Album El canto que no cesa wurde Parodi 2002 für den Premio Gardel als beste Folklorekünstlerin nominiert.

## Diskographie
| - Otro Cantar (2011) - Corazón de pájaro (2009) - Autobiografía (2007) - Pequeñas Revoluciones (2005) - Soy Feliz (2003) - El Canto Que No Cesa (2001) - Señales de Vida (1998) - Como dicho al pasar (1997) - Parte de Mí (1996) - Correntinas II (1995) - Con El Alma en Vilo (1994) - Correntinas (1993) | - Pasiones (1992) - 11 de Latijns Amerika Festival (1991) - De Amores, Sombras y Transparencias (1991) - Ya Está La Taba en el Aire (1990) - Otras Cosas (1989) - El otro país (1988) - Letra y Música (1988) - Teresa (1987) - Mba-e Pa Reicó, Chamigo! (1986) - El Purajhei de Teresa Parodi (1985) - Canto a Los Hombres Del Pan Duro (1983) - Desde Corrientes (1980) |